# Wildendürnbach
Wildendürnbach là một thị xã thuộc huyện Mistelbach trong bang Niederösterreich.